# Arroyo Canelón Chico
El arroyo Canelón Chico es un curso fluvial uruguayo próximo a la Cañada Echeverría en el departamento de Canelones, Uruguay.

## Características
El arroyo nace en la Cuchilla de Pereira y transcurre a lo largo de 25 km hasta su desembocadura en el Arroyo Canelón Grande. Atraviesa zonas de producción agropecuaria, en particular pequeñas granjas y viñedos. La localidad de Canelón Chico toma su nombre del arroyo. Existen algunas porciones de monte nativo en sus riberas, notablemente Coronillas (Scutia buxifolia), Sauce criollo (Salix humboldtiana) y Chal chal (Allophylus edulis). La fauna que se destaca incluye Galictis cuja, Monodelphis dimidiata y Conepatus chinga; además de una amplia presencia de aves como el Zorzal (Turdus rufiventris) o el Dormilón tijereta (Hydropsalis torquata).

## Contaminación
En 2001, un estudio ambiental de las aguas del Arroyo Canelón Chico realizado por el representante del Programa de las Naciones Unidas para el Medio Ambiente en Uruguay dio como resultado que hasta 9300 microgramos de fósforo por litro de agua.

## Acciones para la conservación
A partir del 2020 en adelante, se instauraron algunas políticas tendientes a la conservación del curso de agua y su entorno. En el 2022 se inaugura el "Sendero Interpretativo del Parque Artigas", en la ciudad de Canelones, con el objetivo de concientizar a la población local y visitantes sobre la importancia de conservar la buena salud de los ecosistemas locales, así como del impacto con el que se ha visto afectado el Arroyo debido a la explotación agropecuaria e industrial a lo largo del siglo XX.